# Akodon kofordi
Akodon kofordi és una espècie de mamífer rosegador de la família dels cricètids. Viu a altituds d'entre 1.800 i 3.700 msnm a Bolívia i el Perú. Els seus hàbitats naturals són les iungues, els boscos i els boscos nans. És una espècie en risc mínim, és a dir, no sembla que hi hagi cap amenaça significativa per a la seva supervivència.
L'espècie fou anomenada en honor del naturalista estatunidenc Carl Buckingham Koford.